# Vamos juntos
Vamos juntos é uma telenovela mexicana, produzida pela Televisa e exibida em 1979 pelo El Canal de las Estrellas.

## Elenco
- Silvia Derbez - Lupe Pistolas
- Carlos Piñar - Claudio
- Anita Blanch - Rosa
- Macaria - María Elena
- Enrique Rocha - Juan Cristóbal
- Julieta Bracho - Florencia
- Chela Castro - Juana
- Rosenda Monteros - Otilia
- Milton Rodríguez - Mauro
- Tony Carbajal - Pedro
- Rosario Gálvez - Catalina
- Luz María Aguilar - Isabel
- Cecilia Camacho - Gloria
- León Singer - Renato
- Roberto "Flaco" Guzmán - Arturo
- Paola Jiménez Pons - Susanita
- Lili Inclán
- Lourdes Canale